# Bond Equipe
Bond Equipe  — англійський спортивний автомобіль типу 2+2, що виготовлявся Bond Cars Ltd з 1963 по 1970 рр. Був першим 4-колісним представником марки.

## Історія
Оригінальний Equipe GT являв скловолоконний кузов фастбек на шасі та з окремими елементами (лобове скло, моторний щит, двері) Triumph Herald.
У вересні 1964 р. з'явилася модель GT4S що мала здвоєні фари та кришку багажника. Двигун 1147 см3. (також використовувався на Triump Spitfire) змінився незначно — потужність зросла з 63 до 67 к. с.
Модель GT4S 1300 отримала двигун потужністю 75 к. с. (56 кВт) 1296 см3, (встановлювався з квітня 1967 р., всього через місяць як його отримав Triumph Spitfire). Результат — зростання потужності на 12 %. Водночас збільшили передні дискові гальма й змінили конструкцію задньої підвіски.
До Лондонського Мотор шоу, в жовтні 1967 з'явилась модель 2-litre GT з більш округлим кузовом. Вона базувалась на подібному до Triumph Vitesse шасі з 95-сильним (71 кВт) 6-циліндровим двигуном 1998 см3. 2-litre GT була доступна як закрите купе, пізніше, як і кабріолет. Автомобіль був здатний розганятсь до 100 миль/год (161 км/год) зі значним прискоренням. Зміни з осені 1968 р., що робились у відповідності з Triumph Vitesse Mark 2, зачепили потужність та підвіску. В цей же час з'явився кабріолет (convertible).

## Виробництво
- Bond Equipe GT 2+2: квітень 1963 — жовтень 1964; 451 авт. (включно з 7 відомими передсерійними автомобілями)
- Bond Equipe GT 4S: вересень 1964 — січень 1967; 1934 авт.
- Bond Equipe GT 4S 1300: лютий 1967 — серпень 1970; 571 авт.
- Bond Equipe 2-Litre седан: січень 1967 — січень 1970; 591 авт.
- Bond Equipe 2-Litre кабріолет (convertible): січень 1968 — січень 1970; 841 авт.

Загальний обсяг — 4389 екземпляри (включаючи один відомий прототип Mk. 3 виготовлений у Темуорті) 
Виробництво закінчилось у серпні 1970 р., коли компанія Reliant, що придбала Bond у 1969 р., закрила завод.

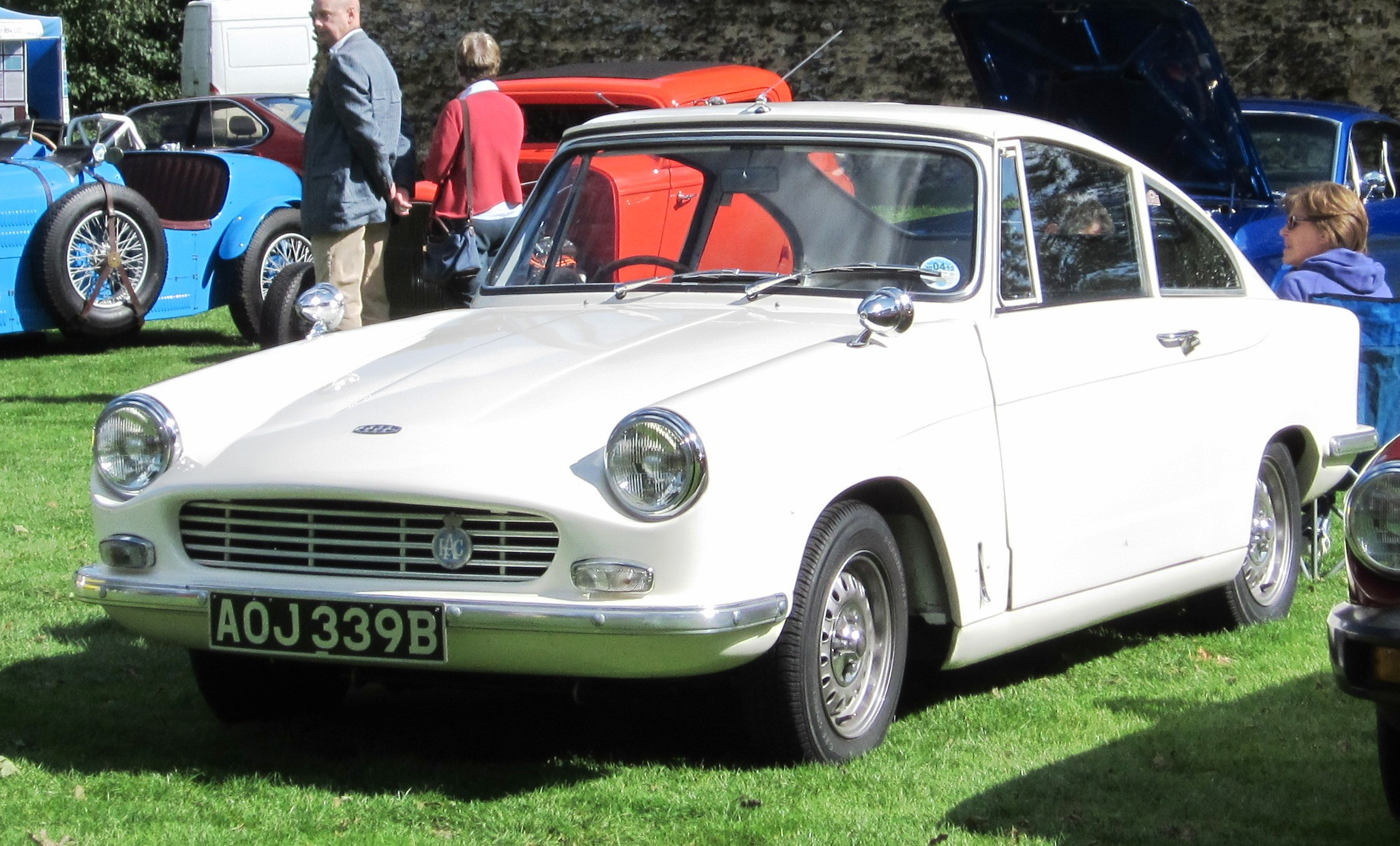
Bond Equipe GT
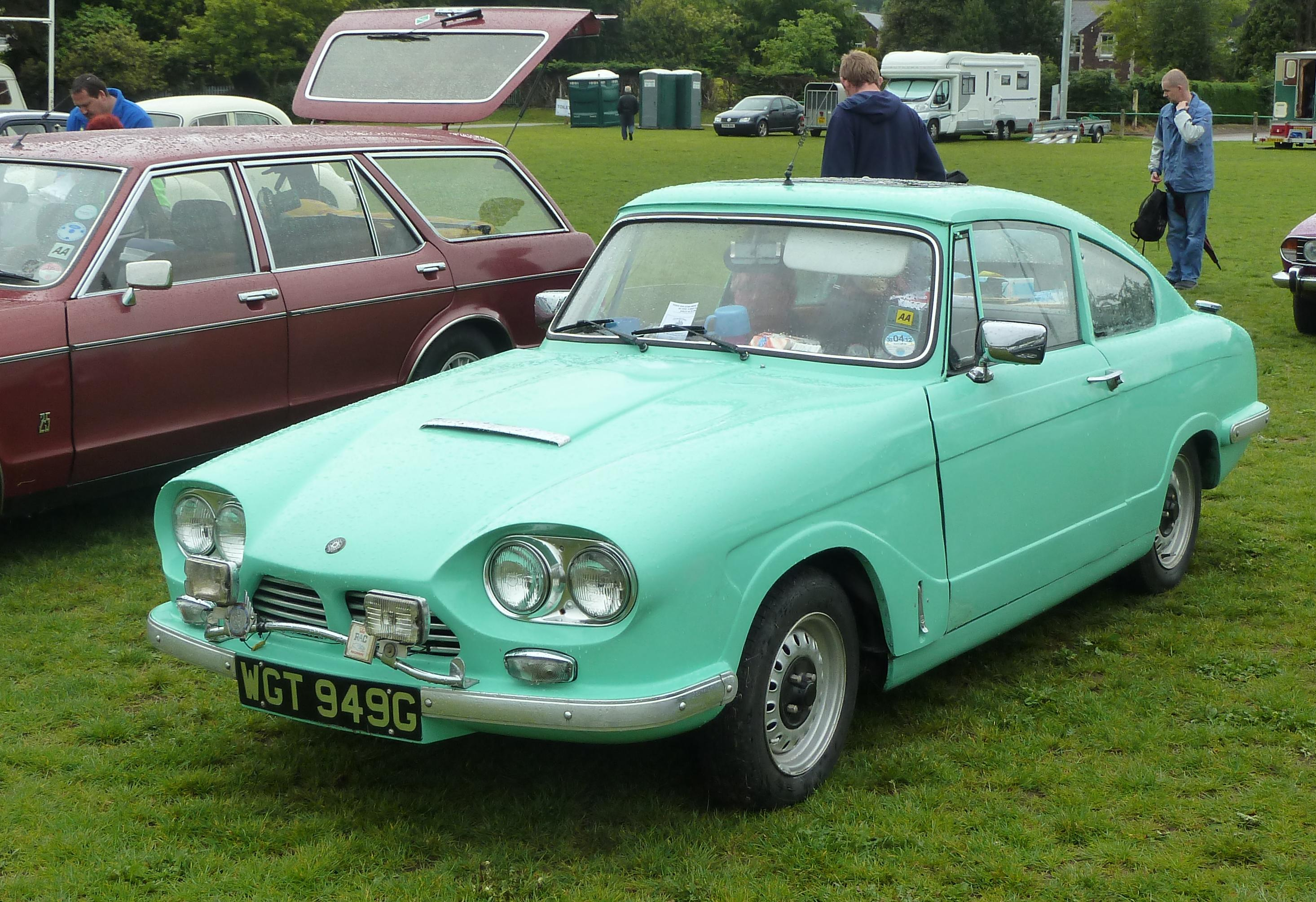
Bond Equipe GT 4S
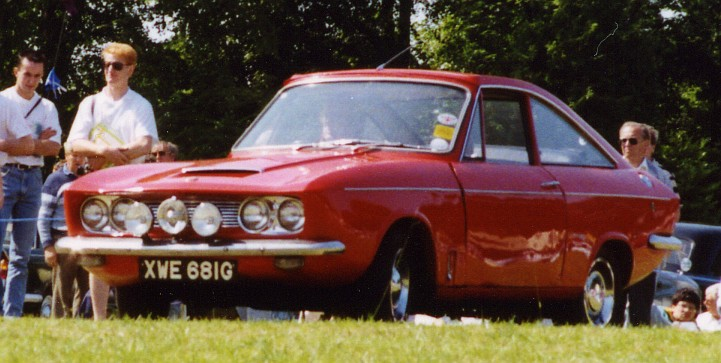
Bond Equipe 2-Litre Saloon (седан)
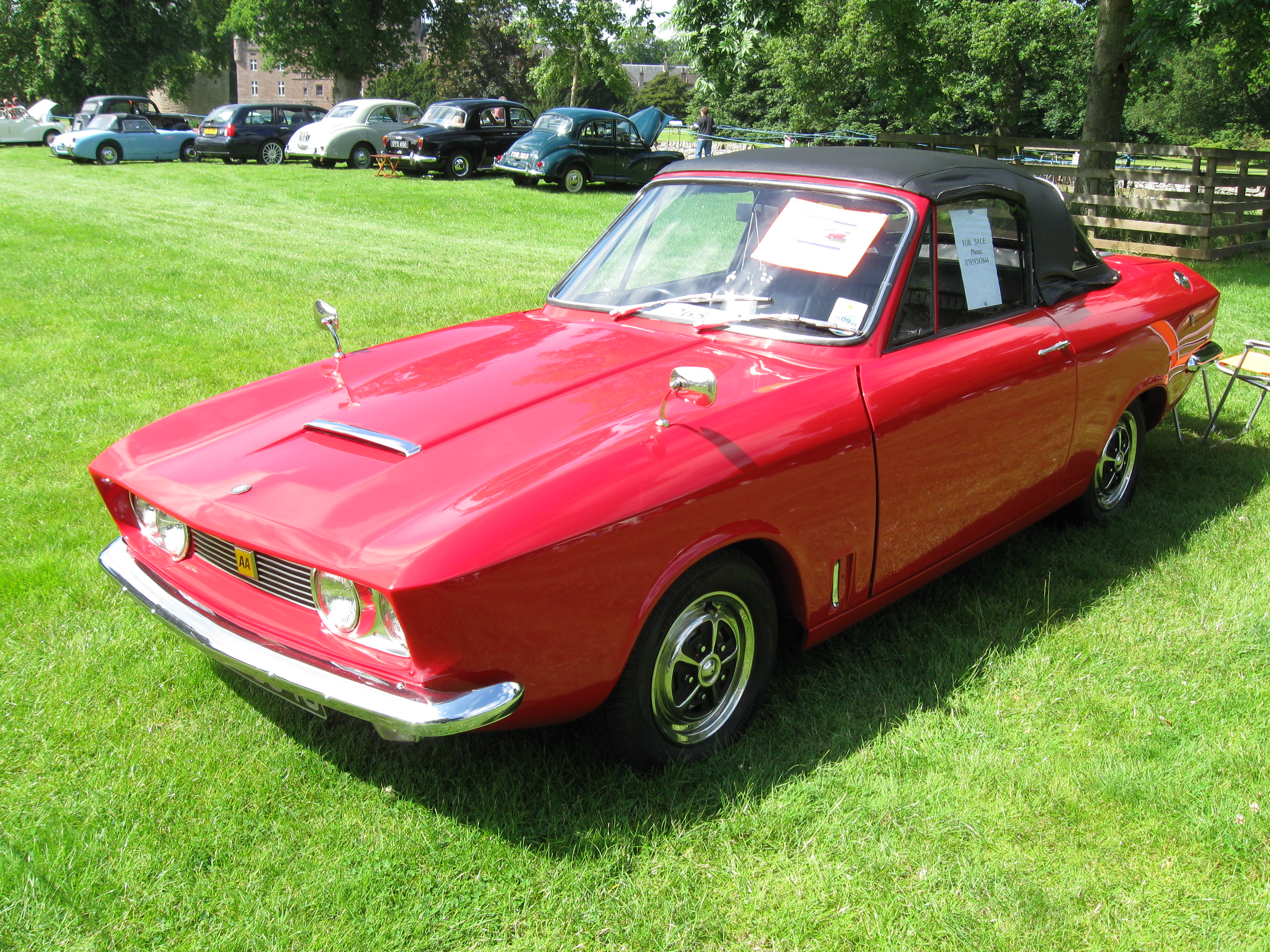
Bond Equipe 2-Litre Convertible (кабріолет)